# Hepatócito

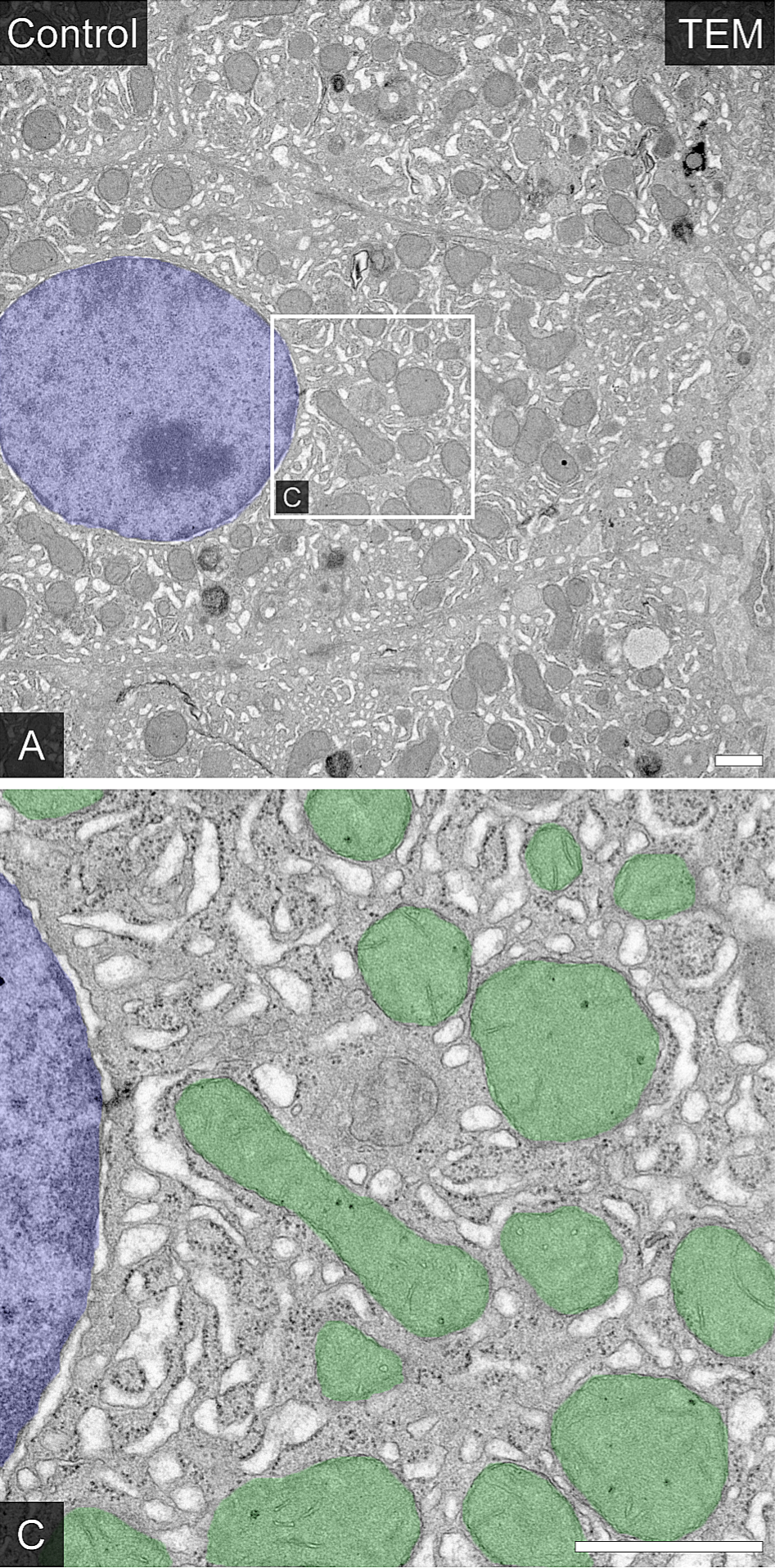
Hepatocito A) Citoplasma em cinzento. Núcleo pintado em azul. C) Mitocôndrias em verde. Microscópio eletrónico.

Os hepatócitos são células encontradas no fígado capazes de sintetizar proteínas, usadas tanto para exportação como para sua própria manutenção, por isso torna-se uma das células mais versáteis do organismo.  Uma célula do tecido parenquimatoso principal do fígado, Os hepatócitos constituem 80% da massa do fígado. Essas células estão envolvidas em:
- Síntese proteica

- Armazenamento de proteínas

- Transformação de hidratos de carbonos

- Síntese de colesterol, sais biliares e fosfolípidoss

- Desintoxicação, modificação e excreção de substâncias exógenas e endógenas

- Início da formação e secreção da bílis

O hepatócito típico é cúbico com lados de 20-30  μm (em comparação, um fio de cabelo humano tem um diâmetro de 17 a 180 μm) O volume tipico do hepatocito is 3.4 x 10−9 cm3.
O retículo endoplasmático liso é abundante nos hepatócitos, em contraste com a maioria dos outros tipos de células.

## Histologia
Os hepatócitos são células poliédricas com seis ou mais faces. Apresentam um citoplasma eosinófilo, devido às suas numerosas mitocôndrias pontilhadas de áreas basofílicas devido à grande extensão do seu retículo endoplasmático rugoso com muitos ribossomas e numerosos ribossomas livres. O retículo endoplasmático liso é também extenso e nele podem ser frequentemente observados glóbulos de lipoproteína VLDL, que aí se formam.. Observam-se também grânulos de lipofuscina e áreas citoplasmáticas não coradas, que correspondem às áreas onde se localizavam grânulos de glicogénio e acumulações de lípidos que foram removidos durante a preparação da preparação histológica. Em certas técnicas de preparação, o glicogénio e a gordura, que são abundantes, podem ser preservados. Nas micrografias eletrónicas, os grânulos de glicogénio aparecem como agregados densos ou rosetas até 0,1 mícron de diâmetro (partículas alfa), formados por outros mais pequenos de 20-30 nm (partículas beta) e estão geralmente associados ao retículo endoplasmático liso. A gordura aparece sob a forma de gotículas não envolvidas por uma membrana. Contém inúmeras mitocôndrias, lisossomas e peroxissomas.
O núcleo do hepatócito é redondo e contém cromatina dispersa e nucléolos proeminentes. A variação do tamanho nuclear é comum, refletindo frequentemente casos de tetraploidia e outros graus de poliploidia, um fenómeno que ocorre em 30–40% dos hepatócitos do fígado humano adulto.  Os hepatócitos binucleados também são comuns.
A vida média de um hepatócito é de cerca de 5 meses. Podem regenerar o tecido hepático.
Os hepatócitos estão organizados em placas separadas por canais vasculares (os sinusóides hepáticos), dispostos numa estrutura reticular proteica de reticulina (colagénio tipo III). As placas de hepatócitos têm apenas uma célula de espessura em mamíferos e duas células de espessura em galinhas. Os sinusóides são revestidos internamente por um endotélio descontínuo e fenestrado. As células endoteliais não possuem uma membrana basal e estão separadas dos hepatócitos pelo espaço de Disse, através do qual a linfa drena para os vasos linfáticos portais.
Existem células de Kupffer espalhadas entre as células endoteliais, que fazem parte do sistema reticuloendotelial e fagocitam eritrócitos antigos. As células perisinusoidais (ou células estreladas hepáticas) armazenam vitamina A e produzem matriz extracelular e colagénio; Também estão distribuídos entre as células endoteliais, mas são difíceis de localizar com o microscópio ótico.

## Morfologia
Na sua forma poliédrica encontramos cerca de seis (ou mais) superfícies, com diâmetro de 20-30μm. Este é rico em grande quantidade de mitocôndrias e algum retículo endoplasmático liso, sua superfície está em contato com a parede sinusóide, através do espaço de Disse, e superfície com vários outros hepatócitos. Este possui um ou dois lixos fecais. Alguns núcleos são poliplóides devido ao seu tamanho maior, que é proporcional a plodia. Cada hepatócito possui aproximadamente 2.000 mitocôndrias.
Os hepatócitos constituem aproximadamente 80% das células do Fígado, e são eles os responsáveis pela elaboração de bílis primaria.

## Função
Cerca de 5% da proteína exportada pelo fígado é produzida pelas células de Kupffer; o restante é sintetizada pelos hepatócitos. São os hepatócitos as células responsáveis pelas funções biológicas do fígado, como a metabolização de algumas substâncias (como o álcool etílico, e a maioria das drogas) e a produção da bílis. O hepatócito também é responsável pela conversão de compostos não-glícidos (Lactato, Aminoácidos e Glicerol) em glicose, por meio de um processo enzimático chamado gliconeogênese.

## Utilização em experimentação
Os hepatócitos são um importante sistema experimental in vitro para avaliar os efeitos biológicos e metabólicos dos xenobióticos como fármacos. Os hepatócitos podem ser separados do tecido hepático por digestão com a enzima colagenase, que é um processo de duas etapas. Primeiro, o fígado é colocado numa solução isotónica, na qual o cálcio é removido para romper as junções de oclusão entre as células utilizando um agente quelante de cálcio. De seguida, é adicionada uma solução contendo colagenase para separar os hepatócitos do tecido. Este processo resulta numa suspensão de hepatócitos, que podem ser cultivados em placas de cultura para uso imediato ou podem ser criopreservados por congelação. Não proliferam em cultura e são muito sensíveis a danos durante a criopreservação (congelação e descongelação), mesmo utilizando crioprotetor clássicos.